# Prosthechea cochleata
Espèce
Prosthechea cochleata est une espèce d'orchidées épiphytes du genre Prosthechea que l'on trouve fréquemment sous la dénomination Encyclia, son ancien genre avant 1997.

## Description
C'est une espèce épiphyte qui forme des pseudobulbes, le long d'un rhizomes. Ses "bulbes" sont de forme ovoïde et mesurent 3 à 8 cm de haut pour 2 à 5 cm de large. Des feuilles rubanées de 10 à 20 cm de long et de 1.5 à 2.5 cm de large partent du sommet de ces pseudobulbe. Et au milieu de celles-ci part une hampe florale pouvant faire jusqu'à 37.5 cm et portant jusqu'à 20 fleurs faisant 4 à 8 cm. Grâce à l'ouverture successive de ses fleurs, on peut la trouver fleurie pendant près de 6 mois à partir du printemps.

## Répartition géographique
C'est une espèce d'orchidée originaire d’Amérique centrale, de la Floride, en passant par le Honduras, le Mexique, jusqu'en Guyane, au Venezuela, et en Colombie. On la retrouve également sur les iles du golfe du Mexique, comme Cuba, Haïti, ou encore les îles Caïmans. On la trouve principalement dans des forêts denses (persistantes ou non), souvent des forêts de chênes, à des altitudes allant jusqu'à 1900 m.

## Synonymes
- Orchidée coquillage, orchidée noire, orchidée pieuvre.
- Anacheilium cochleatum (L.) Hoffmanns. 1842.
- Encyclia cochleata (L.) Dressler 1961.
- Epidendrum cochleatum L. 1763.

## Culture
Très répandue dans le commerce car peu exigeante en termes de culture grâce aux pseudobulbes qui servent de réserve, on la retrouve parfois sous le nom anglophone d'octopussy.
Sa fleur est la fleur nationale de Belize où elle porte le nom d'orchidée noire.

## Galerie

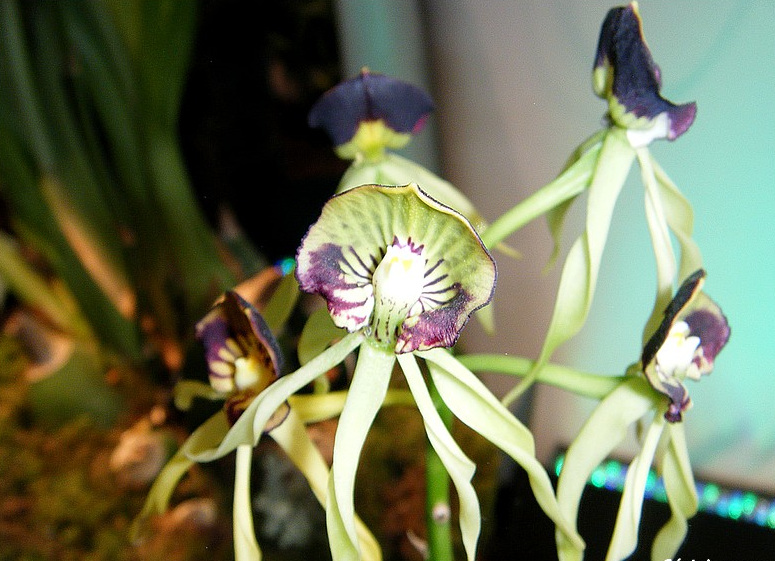
Orangerie du Jardin du Luxembourg de Paris (Antilles-sud du Mexique-Amérique centrale-nord de l'Amérique du sud).
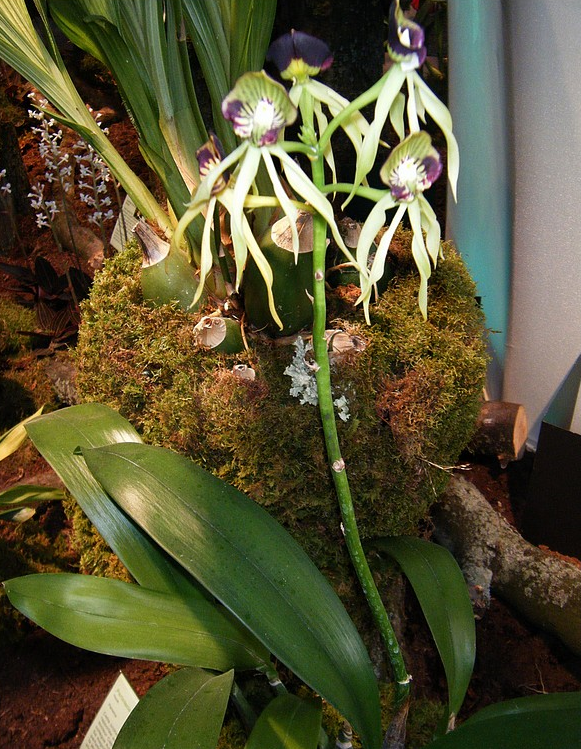
Orangerie du Jardin du Luxembourg de Paris (Antilles-sud du Mexique-Amérique centrale-nord de l'Amérique du sud).
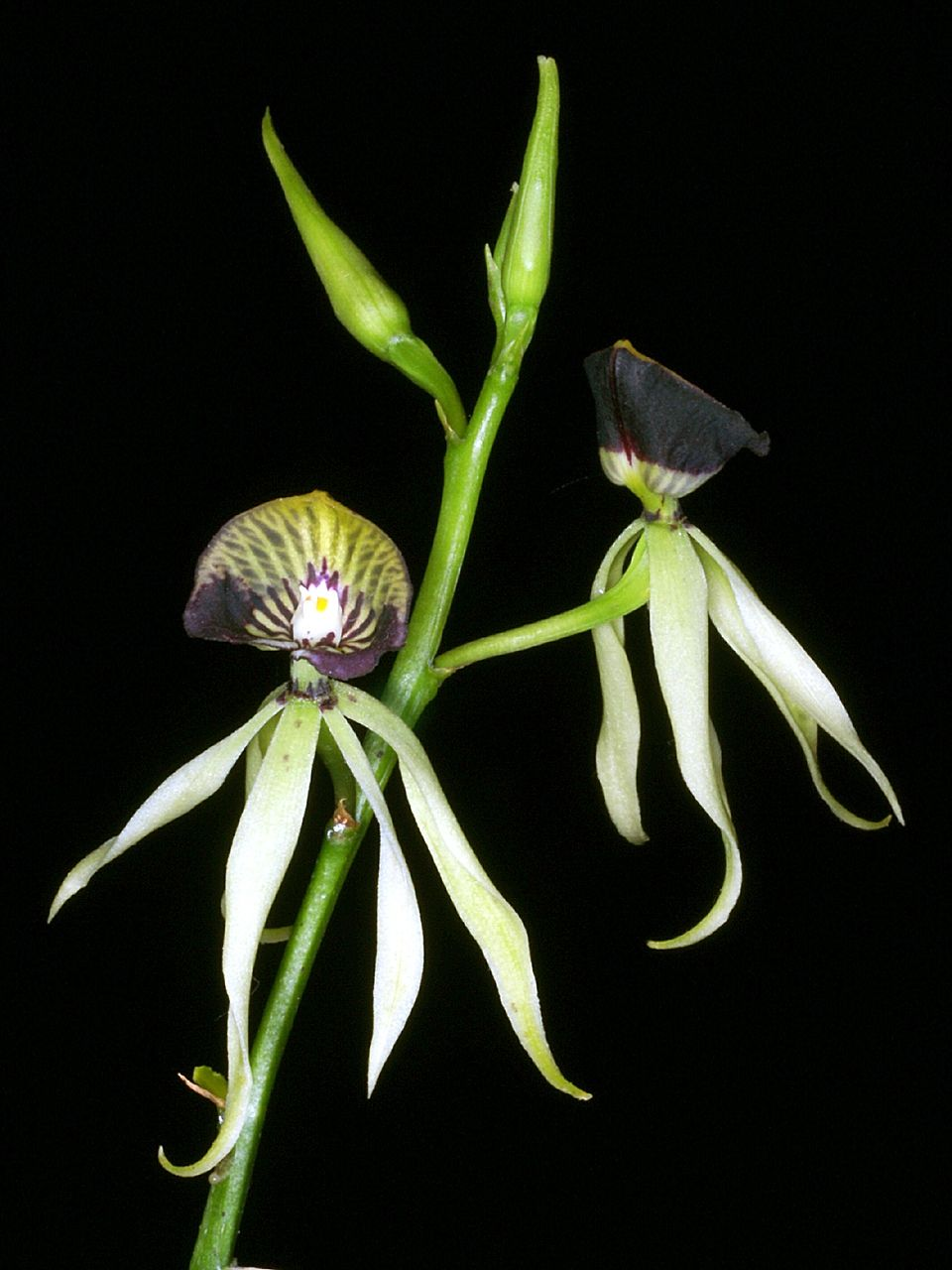
Prosthechea cochleata
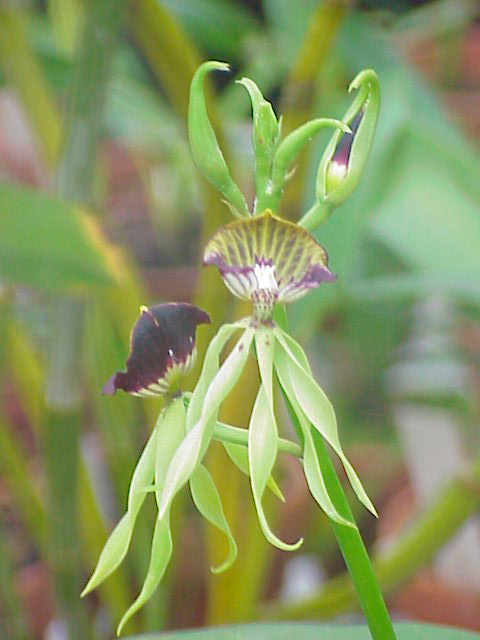
Prosthechea cochleata
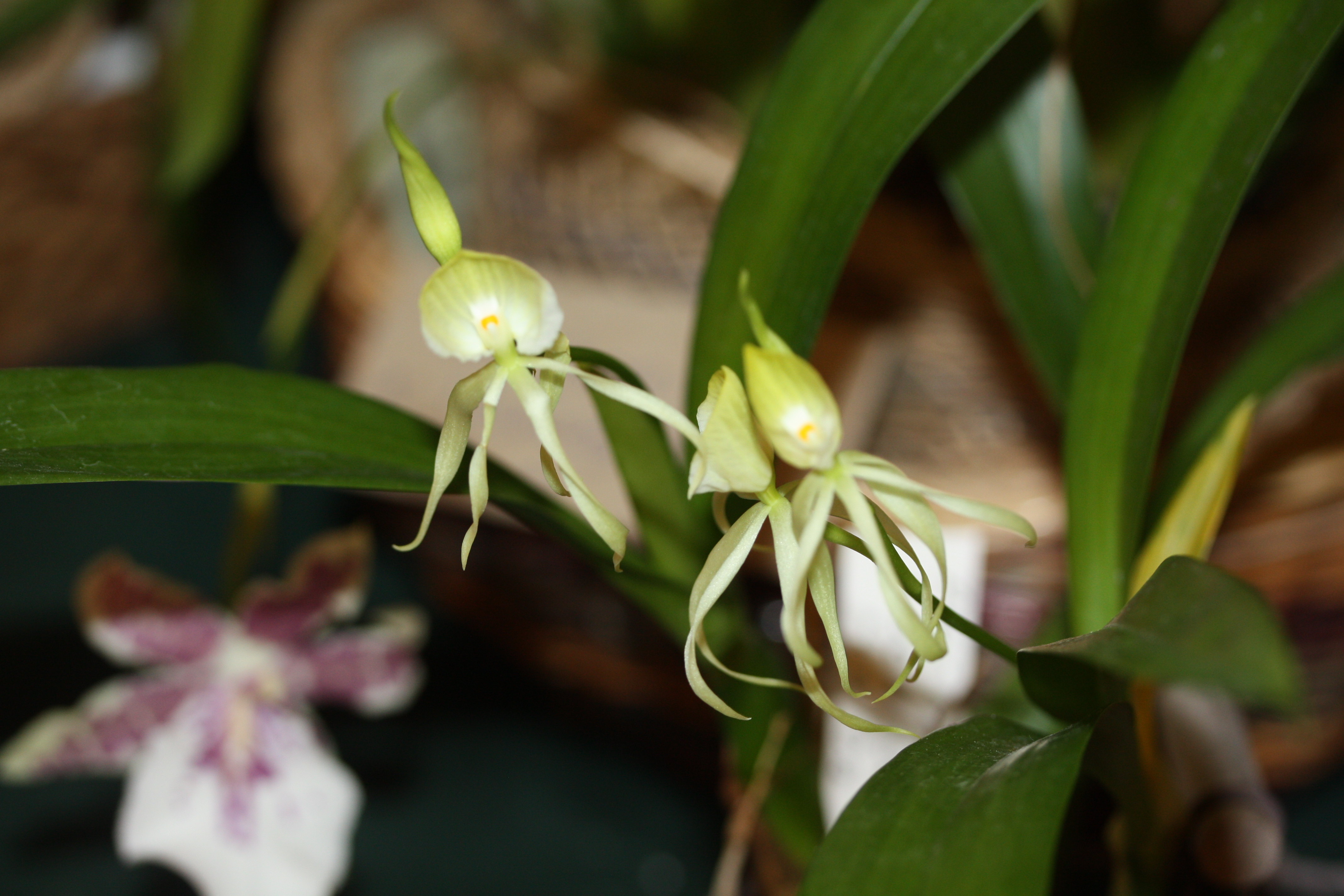
Prosthechea cochleata alba